# ドロシー・オーダム
ドロシー・オーダム (Dorothy Jennifer Beatrice Tyler-Odam、1920年3月14日-2014年9月25日)は、イギリスの陸上競技選手。女子走高跳の選手として1936年ベルリンオリンピックと1948年ロンドンオリンピックに出場。ベルリン大会では1.60mの記録で、ハンガリーのイボヤ・チャーク(Ibolya Csák)に次いで銀メダルを獲得。ロンドン大会でも、1.68mの記録でアメリカのアリス・コーチマン(Alice Coachman)に次いで銀メダルを獲得した。
オーダムは、女子陸上競技選手として唯一、第二次世界大戦の前と後の大会でメダルを獲得した選手である。